# یوشیهیرو ایکه
یوشیهیرو ایک (انگلیسی: Yoshihiro Ike؛ زادهٔ ۲۵ اوت ۱۹۶۳) موسیقی‌دان اهل ژاپن است. وی از سال ۱۹۸۵ میلادی تاکنون مشغول فعالیت بوده‌است.